# Ezekiel Kemboi
Ezekiel Kemboi Cheboi (født 25. maj 1982 i Matira, Kenya) er en kenyansk atletikudøver (forhindringsløber), der vandt guld i 3000 meter forhindringsløb ved OL i Athen 2004 og OL i London 2012. Han har desuden vundet sølv på samme distance ved tre verdensmesterskaber, i henholdsvis 2003, 2005 og 2007.